# Al-Mughayyir (Ramallah)
Al-Mughayyir, en arabe : المغيّر, est un village du gouvernorat de Ramallah et Al-Bireh en Palestine. Il est situé à 27 km au nord-est de Ramallah et au centre de la Cisjordanie.
La localité compte une population de 4 500 habitants en 2024.
Comme de nombreuses autres localités de Cisjordanie, elle est victime de la colonisation israélienne, souvent violente. Le village a notamment été attaqué le 12 avril 2024 par des centaines de colons qui ont tué une personne, égorgé des moutons et brulé des voitures. Il n'est pas rare que des soldats enlèvent des habitants et les placent en détention administrative, parfois pour des années. Il arrive également que des habitants soient tués par l'armée israélienne.